# لا بالما دي كيرفيلو (برشلونة)
بلدية لا بالما دي سيربيلو (بالكاتالانية: la Palma de Cervelló) هي إحدى بلديات مقاطعة برشلونة، والتي تقع في منطقة كاتالونيا، شرق إسبانيا.
يبلغ عدد سكانها 3.009 نسمة وفقاً لإحصائية سنة (2007).